# 대한민국 민사소송법 제99조
대한민국 민사소송법 제99조는 소송비용에 관한 원칙에 대한 예외에 대한 민사소송법 조문이다. 민사소송법 조문중 실체적 성질의 규정이다.

## 조문
제99조(원칙에 대한 예외) 법원은 사정에 따라 승소한 당사자로 하여금 그 권리를 늘리거나 지키는 데 필요하지 아니한 행위로 말미암은 소송비용 또는 상대방의 권리를 늘리거나 지키는 데 필요한 행위로 말미암은 소송비용의 전부나 일부를 부담하게 할 수 있다.

## 같이 보기
- 민사소송법 제215조 2항 가집행선고가 실효된 경우의 배상책임에 대한 규정 (다른 실체적 성질의 규정)